# Spektrum (televízióadó)
A Spektrum 1995. február 1-jén indult dokumentumfilm-csatorna, mely Magyarországon és Csehországban érhető el. Az éjjel-nappal fogható csatornát 3 millió néző követheti figyelemmel nap mint nap Magyarországon.

## Története
A televíziót az HBO Hungary Programming Group indította útjára. A csatorna célja eredetileg a színvonalas ismeretterjesztés volt. A csatorna indulásáról 1995. január 25-én Málnay B. Levente az MTV Híradónak nyilatkozta, hogy Spektrum néven ismeretterjesztő csatornát indít. A csatorna egy héttel később 1995. február 1-jétől a kazettás műsorterjesztés miatt napi négy órás műsoridővel jelentkezett a Spektrum, műsora 18:00-tól 22:00-ig volt látható, és négy műfajra tagolódott: a Zöld Zóna a természet, a Radar a tudomány és a technika, az Atlasz az utazás és a kaland, az Időgép a történelem világába kalauzolta el a nézőket. A csatorna logója kezdetben egy szivárványszínű döntött ellipszis volt, benne egy fekete S betűvel.
1995-ben a csatorna 420 műsorpremiert mutatott be. Az év végére a Spektrum műsorát már közel 300 ezer háztartásban láthatták a nézők. 1996-ban a televízión az említett négy műfaj mellett önálló műsorok is megjelentek, ekkor már magyar alkotók dokumentumfilmjei és sorozatai is szerepeltek a Spektrumon, a nézők Kamarás Lajos Élő kövek, Lakatos Pál: Shagya és Az angol telivér, Szekeres Csaba Provance-i levelek (ez a műsor volt a Spektrum első koprodukciója) és Tóth Zsolt Marcell Túl a sarkkörön, Európa szántalpakon és a Függőleges Birodalom című filmjeit is láthatták.
1997-ben a Spektrumon jelentős változások történtek: fontos technikai újdonság, hogy április 1-jétől a műsor műholdon keresztül jutott el a kábeltelevíziós társaságokhoz, ami jobb kép- és hangminőséget és pontos műsorkezdést tett lehetővé. Az adásidő napi négy óráról tízre nőtt, műsora ekkortól 13:00-tól 23:00-ig tartott. 1997. szeptember 6-tól a hétvégi adások 5 órával korábban, 08:00-kor kezdődtek. 1998 januárjától a Spektrum bővítette műsorszerkezetét és művészetekről szóló filmeket szerzett be az RM Associates, a BBC, a BRB és az NVC Arts cégektől. Ma a csatorna a bemutatott műsorokat már több mint 40 műsorgyártótól és forgalmazótól vásárolja. 1998-ban és 2000-ben a műsorszerkezet bővülésével a korábbi 4 műfaj mellé további kettő lépett: az Életmód a világon élő népek életvitelével, szokásaival és a különböző életstílusokkal, az Arzenál a „katonás élettel” ismertette meg a nézőket. 1998 áprilisában a televízió elindította a teletext és az internetes szolgáltatását is. 1999. január 1-től a Spektrum már 08:00-tól 02:00-ig sugározta műsorát.
2001. március 1-jén reggel 8 órakor arculatot váltott: a szivárványos ellipszises logó helyét egy egyenes fekete vette át, az S betű azonban megmaradt, de az is fehérre változott. A csatorna 2005. szeptember 1-jén elindította első telefonos műsorát, a Telefortunát. 2006. január 1-től már 06:00-tól kezdődött a csatorna műsora. A csatornát az ORTT 2007. április 11-én országos csatornává nyilvánította. Az országos csatorna nyilvánítása alatt eredetileg hírműsorokat is sugárzott, de végül elvetették. A csatorna 2008. január 1-je óta 24 órás lett a műsor ideje, majd az év szeptember 11-én a Chellomedia megvásárolta a Spektrumot. A tulajdonosváltás után nemsokkal az arculat jelentős módosításokon esett át: lerövidítették a műfajszignálokat, megváltoztatták a maradjon velünk identet és a következik ident alatt hallható zenét, eltűntek a lineup elemek és a fekete csatornaazonosítók, viszont megjelentek új elemként az ajánlószignálok.
A csatorna virágmotívumos arculat bevezetéséről először 2010 júliusában látott napvilágot, amelyet napokkal később, 2010. augusztus 2-án a Spektrum új arculatot és logót kapott, amelyben egy lila-kék virág volt látható, alatta (vagy mellette) a SPEKTRUM felirattal. Ezzel a csatorna indulása óta használt (kétféle változatban létezett) ellipszises-S betűs logó időszaka véget ért. Ugyanekkor elindult a csatorna nagy felbontású (HD) adása és átállt 16:9-es képarányra.
2016. október 1-én a Spektrum újabb arculatváltáson esett át, amely újra visszatért a gyökerekhez: újra szorosan kapcsolódtak az identek a műsorok tematikájához.
2018. január 1-től a csatorna átkerült cseh médiahatóság alá, így már csak a 22 óra után sugárzott műsoroknál, a magyar 18-as karika maradt meg.
A csatorna eredetileg 2020. január 1-től kikerült volna a DIGI kínálatából, de még az utolsó pillanatban sikerült megállapodni, így továbbra is elérhető maradt.
2020. augusztus 1-jén - mint ahogy azt az ellipszises-S betűs logóval tették - 10 év után ismét logóváltás történt. A lila virágot felváltotta a SPEKTRUM felirat, ami szintén lila lett. Az arculat nem változott, továbbra is a 2016 óta használt elemek láthatók, de már az új logóval. Ugyanekkor az on-screen logó visszakerült a jobb felső sarokba.
A csatorna reklámidejét az RTL Saleshouse értékesíti.

## A Spektrum Magyarországon kívül
A Spektrum a 2001-es arculatváltáskor került bevezetésre Csehországban és Szlovákiában, ahol az 1994. szeptember 22-én indult Max1-et váltotta.
Ugyancsak ekkor sugárzott először a Spektrum nemzetközi változata, mely a UPC Directen volt elérhető. Ebben a változatban a csatorna általános szignáljaiban a logó a Spektrum feliratot is tartalmazta, az összes arculati elem kétnyelvű lett, illetve láthatóak voltak cseh nyelvű reklámszpotok is. A két változat 2005-től 2007-ig a magyar változaton sugárzott Telefortuna című telefonos játékon tért el.
A csatorna 2002-ben elindult Horvátországban, Szlovéniában, Portugáliában és Spanyolországban is.
2003-ban tervezték elindítani a csatornát Romániában, Bulgáriában és Lengyelországban is, előbbi két országban feliratozva, utóbbin hangalámondással.
2007. augusztus 1-jén megszűnt az önálló cseh Spektrum, és a nemzetközi változatot sugározták 2018-ig.

## Saját gyártású műsorok Magyarországon
- Abrakadabra
- Az első influenszerek
- Budapesti zsaruk
- Brutális biológia
- Brutális digitális
- Brutális fizika
- Brutális kémia
- Brutális történelem
- Dr. S.O.S. – Vészhelyzet a vadonban
- Erdély – a székelykapun túl
- Mesterségek memoárja
- Minek ment oda
- On the Spot
- Tabukról tabuk nélkül
- Tiltott zónák
- Várfoglalók
- Volt egyszer egy Vadkelet – Emir Kusturicával

## Régiós műsorkínálat

### Sorozatok
- 7 nap szex
- 10 dolog, amit nem tudtál
- 20. századi ikonok
- 50 kaland, amivel sírba viszed anyádat
- 60 állati kalandom
- 2025 - Új világ
- A 2. világháború HD-ben
- A 2. világháború színesben
- A 60-as évek Amerikája
- A bennünk élő emberszabású
- A Biblia története
- A Biblia törvényei
- A dinók bolygója
- Adolf Hitler
- A fagy birodalma
- Afganisztán, a bombák földje
- A Föld: A víz bolygója
- A Föld kialakulása
- A Föld legforróbb pontja
- A Föld nevű gépezet
- A Föld titkai
- A gravitáció lenyűgöző világa
- A gyémánt útja
- A győzelem receptjei
- A hangyák mindent tudnak
- A Heavy Metal története
- A hét állati főbűn
- A hetvenes évek Amerikája
- A Hubble csodálatos küldetése
- A jég fogságában
- A jégkorszak óriásai
- A Jézus kód
- A jövő műemlékei
- A káprázatos karib világ
- A kápráztató mediterrán világ
- A Kék bolygó keringő
- A két lábon járó számológép
- A kód
- A korallok birodalma
- A kvantumfizika titokzatos világa
- A Láthatatlan Madárfotós
- Állati? Emberi?
- Állati kalandok 3D-ben
- Állati oknyomozók
- Állati rekordok
- A louisianai Angola börtön
- A majmok csodálatos világa
- A mélység erői
- A mélység titkai
- Amerika árverésen
- Amerika féltve őrzött titkai
- Amerika két pofára
- Amerika Kolumbusz előtt
- Amerika legkeményebb melói
- Amikor a Föld diktál
- A Mindenség rendje
- A Mindent Látó Hubble
- A náci párt felemelkedése
- A nagy dinóvándorlás
- A nagyvilág csodái
- Anthony Bourdain
- Anthony Bourdain – Fenntartások nélkül
- Anthony Bourdain – Külön utakon
- Anthony Bourdain – Nem séfnek való vidék
- A peresztrojka története
- A pillangó-hatás
- A régmúlt elitalakulatai
- Arktiszi dilemma
- A teljesítőképesség határai
- A térképészet története
- A természet erői
- A természetfilm egy magyar találmány
- A természet géniusza
- A természet kincses szigetei
- A természetvédelem frontvonalán
- A Tiltott Város titkai
- A titkos Seychelles
- Átjutni a berlini falon
- A történelem törtetői
- A T-Rex igazi arca
- Attenborough – 60 év a vadonban
- A tudatalatti varázslatos világa
- Autógyártás A-tól Z-ig
- A vadmacska 9. élete
- A vadvilág leghatékonyabb fegyverei
- A vietnámi háború az előzményektől a következményekig
- A világegyetem
- A világháborúk
- A világ hídjai
- A világ leghatékonyabb fegyverei
- A világ legjobb étrendjei
- A világ legszebb tengerpartjai
- A világ legszigorúbb szülői
- A világ története két órában
- A világűr holnap
- A világűr varázsa
- A Wehrmacht
- A Windsor-ház fotósa
- A Windsor-ház titkai
- Az állatvilág legfurcsább párjai
- Az amerikai maffia
- Az angol telivér
- Az anyag titkai: miből épül fel a világ?
- Az elektromosság megrázó története
- Az élet keletkezése
- Az élet sebessége
- Az első modern háború
- Az emberiség története
- Az emberi test titkai
- Az északi sarkkörön Bruce Parryvel
- Az igazi Madagaszkár
- Az internet sötét oldala
- Az ismeretlen Amazónia
- Az iszlám és a nyugat
- Az iszlám és a tudomány
- Az iszlám hét csodája
- Az óriásüstökös
- Az ötezer éves India
- Az univerzum kezdete és vége
- Az univerzum rejtélyei
- Az X-repülők
- Ázsia elrejtett városai
- Ázsiai történetek
- Baleseti helyszínelők
- Bálnakaland Nigel Marvennel
- Bálnavadászok
- Bársonyos karmok
- Beépített főnök – Amerika
- Beépített főnök – Ausztrália
- Beépített főnök – Kanada
- Beépített főnök – Nagy-Britannia
- Beépülve
- Behálózva
- Bibliai csapások
- Billy, a profi
- Biozóna
- Bob, a flúgos feltaláló
- Boston legjobb zsarui
- Börtönélet
- Bradford – Az álmok városa
- Britannia dinoszauruszai
- Budapesti vadon
- Budapest Underground
- Bunkerépítők
- Bűn-ügyek
- Cápa
- Cápák a keresőmben
- CIA: Titkosítás feloldva
- Civilizációk felemelkedése
- Csakazértis álmodozók
- Csapold le az óceánt!
- Csempészek világa
- Csillagsztráda
- David Attenborough: Afrika
- David Attenborough: A természet csodái
- Dél-Amerika 5 nagyvadja
- Dinóvadászat
- Drágakővadászok
- Egyedül a vadonban
- Egy nap a diktátorok életében
- Egy nap a világ
- Élet a Földön túl
- Élet a hőmérő két végén
- Élet a kabalafigurák bőrében
- Élet a sivatagban
- Élet az amishokkal
- Élet az anyaméhben
- Élet az anyaméhben – Extrém állatok
- Élet az anyaméhben – Kutyák
- Élet az anyaméhben – Macskák
- Élet az emberek után
- Élet az észak-amerikai vadonban
- Elhagyott városok
- Élő kövek
- Elitalakulatok
- Elveszett filmek a második világháborúban
- Elveszett műtárgyak nyomában
- Emberek bolygója
- Emberfelettiek
- Emberformáló erők
- Emberi erőmű
- Emberré válni
- Én és a vadon
- Építkező fáraók
- Erőszakos ember
- Erőszakos ember – stúdióbeszélgetések
- Esélytelenül a harcmezőn
- Essequibo: a rejtett folyó
- Érzékelés felsőfokon
- Észak-Amerika kialakulása
- Exodus: utunk Európába
- Fald fel Amerikát!
- Fald fel Amerikát! – Egy húsevő naplója
- Fald fel Amerikát! – Ínyenceknek
- Fald fel Amerikát! – Rajongói klub
- Fald fel Amerikát! – Rajongói klub – Különkiadás
- Fald fel Amerikát! – Repeta
- Farmerkedés Jones módra
- Fejezetek a II. világháborúból
- Feltárul a kozmosz!
- Fenegyerekek
- Fény és sötétség
- Fényűzés felsőfokon
- Fotózz, mint egy profi!
- Földtani titkok
- Fura evők
- Függőségek
- Gépóriások
- Géptemetők
- Grund
- Grund felsőfokon
- Gyorstalpaló Richard Hammonddal
- Gyűjtögetők
- Hagyományos fogadók Európában
- Halálos hölgyek: célkeresztben a kártevők
- Helikopterek
- Helló, Málta!
- Henrik és Anna – a világot felforgató szerelem
- Hétvégi harcosok: Katonásdi felnőtteknek
- Hidegvérrel
- Hitler: végzetes vonzerő
- Hydrotech – A víz az úr
- Hogyan épült Róma és Athén?
- Hogyan hatnak a drogok?
- Hogyan készült: Talp alatti birodalmak
- Hogyan költöztessünk el egy jéghegyet?
- Hogyan működik Amerika?
- Hogyan működik a természet?
- Hogyan találtuk fel a világot?
- Hogy kerül az asztalunkra?
- Hogy készül?
- Homokszobrászok
- Hosszú, nehéz, forró – A mérés története
- Hugh skandináv kalandjai
- Húst hússal
- Időutazás Ausztráliában
- India sodrában
- Interjú a gyilkossal
- Invázió: a II. világháború kitörése
- Igaz legendák
- ISIS: Terjeszkedés Ázsiában
- Istenek harca
- Isteni szikra – feltalálók és találmányaik
- Ízeltlábú albérlők
- James May: gyerekjátékok felnőtteknek
- Jamie álomiskolája
- Jamie gasztroforradalma
- Jéglovagok
- Jégőrségben: cirkálunk és védünk
- Jéglovagok
- Jégszobrászok
- Jeti vagy nem jeti?
- Jimmy Ausztráliában
- Jimmy lerántja a leplet
- Joanna Lumley – A Nílus ezer csodája
- Joanna Lumley – görög Odüsszeia
- Kajagyár – A siker titka
- Kalandra fel!
- Kalapács alatt
- Kamionnal a halálutakon – Andok
- Kamionnal a halálutakon – Himalája
- Kamionosok és durvák
- Kapcsolj be!
- Katasztrófa
- Katonai kincsvadászok
- Károly herceg biogazdasága
- Kártevők inváziója
- Kellene kiskert, bőtermő!
- Kémek és ügynökök a II. világháborúban
- Kemény fiúk
- Kémiai elemek nyomában
- Ken Follett: Utazás a sötét középkorba
- Képtelen történelem
- Két lábon a Nílus mentén
- Kicsi ország, kicsi Kína
- Kihalásra készülni!
- Kíméletlen harcosok
- Kína ismeretlen arcai
- Kis kamerák, nagy vadak
- Kínzó történelem
- Kizsákmányolás nélkül
- Kizsákmányolás nélkül: kistermelők, nagy ötletek
- Klímalibikóka
- Korszakalkotó felfedezések
- Kozmikus Kilátások
- Könyörtelen antik hősök
- Közel-kelet, a civilizáció bölcsője
- Krisztus előtti csaták
- Különleges haderők
- Kütyük, bigyók, szerkentyűk
- Küzdelem a rák ellen
- LA kiss – Angyali foci
- Láthatatlan pillanatok
- Láthatatlan világok
- Lávabirodalom – Tűzvonalban Hawaii-on
- Légi favágók
- Légnyomás: Pilóták az isten háta mögött
- Letűnt civilizációk nyomában
- Lovagok
- Matematika: a tudományok tudománya
- Mélytengeri kalandok: A Delta ipari búvárok
- Méregdrága finomságok
- Mérnöki csúcsteljesítmények
- Mérnöki mesterművek
- Metropolisz: nagyvárosok titkai
- Miért haltak ki a mamutok?
- Milliárdosok paradicsoma
- Milliókat érő ötletek
- Minden és semmi
- Mindent a testért!
- Mit mondanak az állatok?
- Mítoszok nyomában
- Mi történne, ha...?
- Mit tettem a múlt éjjel?
- Mocsok kommandó
- Modern csodák
- Modern csodák – A nagy visszaszámlálás
- Mohamed próféta élete
- Motorshow
- Mozambik hőse gitárral
- Mutánsok bolygója
- Műhely művek
- Nácik a célkeresztben
- Náci kollaboránsok
- Nagy repülők
- Nagy Sándor
- Nagyvárosi klímabomba
- Neander-völgyi apokalipszis
- Négy keréken Amerikán át
- Németország vadvilága
- New York City Food – Régi ízek az Újvilágban
- Nigel Marven a cápák szigetén
- Nigel Marven: Óceánjáróval a vadvilágba
- Nincs lehetetlen
- Nők a történelemben
- Óceánok titkai: Múlt, jelen, jövő
- Oliver Stone – Amerika elhallgatott történelme
- Oroszország története
- Őshüllők arénája
- Ősvilági szörnyek – A feltámadás napja
- Ösztön vagy kézikönyv?
- Ötlettől a milliókig
- Penn és Teller – Verj át, ha tudsz!
- Privát rocktörténet
- Provance-i levelek
- Rácsok mögött: a világ legkeményebb börtönei
- Regélő romok
- Rejtélyek nyomában
- Rejtett tájakon
- Repülőgépanyahajók
- Repülők, amik megváltoztatták a világot
- Rettegett harcosok
- Rio de Janeiro titkai
- River Cottage – A csirke hadművelet
- River Cottage – Csibefutam
- River Cottage – Én a halakkal vagyok - Mentsük meg a tengereket!
- River Cottage – Peca-Túra
- Rocklegendák
- Róma – Egy birodalom tündöklése és bukása
- Ross Kemp – Veszett világ
- Safari a nagyvárosban
- Sajt sztori
- Shagya
- Sokkoló természet
- Sorsfordító állatok
- Speciális mentők: földön, vízen, levegőben
- Sportverda
- Stephen Hawking: A nagy terv
- Stephen Hawking Univerzuma
- Szabadkőművesek
- Századunk naplója
- Szemenszedett átverések
- Szent háborúk
- Szenvedélyek és mániák
- Szerelem a vadonban
- Sztálin halálvonata
- Szuperapák
- Szuperrendszerek
- Talp alatti birodalmak
- Tavak a világ tetején
- Távol Európától – Húzós munkahelyek
- Távoli horizontok
- Tények a tányéron
- Természetfilmesek és egyéb állatfajták
- Természeti katasztrófák nyomában
- Tervezz egy másik 90%-kal!
- Titkos náci akták
- Titanoboa – A kígyók titánjai
- Top 10 Állati kalandom
- Top 10 Magyar építész
- Tornádók nyomában
- Tömegétkeztetés profi módra
- Történelemformáló hazugságok
- Történetek a halálsorról
- Tudásvágy
- Tudásvágy: Légikatasztrófa egyenes adásban
- Tudásvágy – Ősember
- Tudomány a ház körül
- Tudomány a sport mögött
- Túl a világ végén
- Túlélés a levegőben
- Urán
- Utazás a Föld gyomrába
- Útikalauz a bolygókhoz
- Vadállatok, vad életek
- Vadászat
- Vad Kolumbia Nigel Marvennel
- Vad Pireneusok
- Vad Szafarik
- Vacsora a halállal
- Valamit visz a víz...
- Vámosok bevetésen
- Variációk egy világvégére
- Vasmarkú uralkodók
- Verespatak aranya
- Veszélyes utakon az iskolába
- Veszélyes világ
- Veszélyzóna
- Vezesd!
- Világ a város alatt
- Világháború a Csendes-óceánon
- Világrengető katasztrófák
- Világunk történelme
- Villanások
- Vonatozás Svájcban
- Zűrös kölykök tábora
- Zűrös kölykök tábora – Amerika
- Zsenik és riválisok

### Filmek
- 7 randi – 7 szerelem
- 42 merényletterv Hitler ellen
- 747: a Jumbo forradalma
- A 60-as évek Amerikája – Különkiadás: 1968
- A 60-as évek Amerikája – Különkiadás: Hosszú menetelés a szabadságért
- A 2000 éves számítógép
- A berlini fal
- A buddhizmus hét csodája
- A cápa visszatér
- A divat igazi ára
- A fekete lyukak titkai
- A felszabadítók háborús bűnei
- A Forma-1 aranykora
- A Föld 1000 év múlva
- A Föld madárszemmel
- A Föld magja: ahol a titok rejlik
- A Föld nevű gépezet
- A frankfurti Auschwitz-per
- A hangyák mindent tudnak – Jó szülők, rossz szülők
- A háború vége: Japán bukása színesben
- A herceg
- A Himalája
- A hit szárnyán: Jézus útja madártávlatból
- A holokauszt ördögi logisztikája
- A Hubble megmentése
- A Húsvét-sziget rejtélye
- A káosz titkai
- A káprázatos karib világ
- A kerecsenysólyom folytatja az útját
- A kígyók arisztokratája – a rákosi vipera
- A kódfejtő, aki meghekkelte Hitlert
- Akopán Tepui: Az istenek hegye
- A kőbaltás ember
- A Kwai folyó hadifoglyai
- A legendás 300
- A legendás Bolsoj Balett
- A Madárember
- A maffiaparadicsom – Kuba az 50-es években
- A maják titokzatos királya
- A maja Atlantisz
- A Martin Luther King merénylet
- A matematika csodája
- A megtalált Atlantisz
- A Nagy Fafilm
- A nagy gasztroforradalom
- A Nagy-kükkülő útja – Életvonal Erdély tenyerén
- A nagy Titanic rejtély
- A Nemzetközi Űrállomás
- Anthony Bourdain – Fenntartások nélkül – Különkiadás: Kurdisztán
- Anthony Bourdain – Fenntartások nélkül – Különkiadás: Mozambik
- Anthony Bourdain – Fenntartások nélkül – Ünnepi különkiadás
- A papagájok titkai
- A partraszállás, ahogy még sosem láttuk
- A pogány Krisztus
- A rejtélyes Marco Polo
- A Sandy hurrikán
- A sarki fény nyomában
- A serpák nyomában
- Asprey: luxus kiváltságosoknak
- A számítástechnika próféta grófnője
- A szellemhadsereg
- Aszteroidák: Átok vagy áldás?
- A tengeri cigányok eltűnő világa
- A természet seregei
- A treblinkai koncentrációs tábor
- Ausztrália dinoszauruszai
- A vándormadarak titkos útja
- A világ legkeményebb lóversenye
- A világ Steve Jobs után
- A vitorlázó
- A WC története – Pottyantástól az öblítésig
- Az Anakonda-akció
- Az Antarktisz pingvinjei
- Az arannyal telt hajóroncs
- Az arany titka
- Az Atacama-sivatag mindent látó szemei
- Az égbolt fele
- Az egyiptomi civilizáció
- Az életmentő – Semmelweis Ignác Igaz története
- Az elveszett piramis
- Az emberi memória titkai
- Az esőerdők titkos élete
- Az ezüst fáraó
- Az időutazók köztünk járnak?
- Az OJ Simpson sztori
- Azok a csodálatos hormonok
- Az orangutánok védelmében
- Az óriáskrokodil nyomában
- Az űrsikló utolsó repülése
- Bauxit expedíció
- Bence meg a többi jómadár
- Bennünk élő évmilliók
- Big Data: az emberarcú adathalmaz
- Breitling: A tökéletesség nyomában
- Cápa a felszín alatt
- Cápaapokalipszis
- Cápafotózás Fiji szigetén
- Cápa születik
- Casanova – A csábítás művészete
- Cherry és a gyermeknevelés
- Cherry és a házasság
- Cherry és a pénz
- Cherry és a szoptatás
- Cherry és a testmánia
- Churchill kísérleti fegyverei
- Csakazértis álmodozók – Különkiadás: Romeo & Michael
- Csernobil 30 év távlatából
- David Attenborough: sivatagok tengerei
- Delfin hadsereg
- Dingók
- Dinoszauruszok és vadászaik
- Élet az emberben: vírusok, paraziták, mikrobák
- Ebola
- Egy csepp is számít
- Egy kevésbé ismert agyaghadsereg
- Elefántok és emberek
- Életem az elefánt
- Élet jégből és hamuból
- Ellenségek évtizedek távlatából
- Előttünk az özönvíz
- Éltető molekula: az oxigén
- És feltárult a világegyetem
- Esőember ceruzával
- Észak-Korea: élet egy elzárt világban
- Eszkimó bálnavadászok
- Ésszel és szívvel – a szívről
- Európa szántalpakon
- Félig rovar, félig növény, mi az?
- Ferenc pápa és a Vatikán
- Forradalmi optika
- Földtani titkok: Óriásáradás
- Földtani titkok: Óriásvulkán
- Függőleges birodalom
- Függőség
- Génjeink megfejtése
- Hegyi kaszálók
- Herculaneum – A másik Pompeii
- Hiénák birodalma
- Híresek, gazdagok – és hajléktalanok
- Hiroshima igaz története
- Hitler utolsó órái
- Hív a tejút
- Hogyan költöztessünk el egy jéghegyet?
- Hogy mentette meg Néró Rómát?
- Honnan jöttünk?
- Houdini varázslatos élete
- Hungarikum a pusztában
- I.e. 10 000 – Az újvilág meghódítása
- Így indult az élet
- Így készült a Vadászat
- Így készült az Afrika című sorozat
- Imádjuk a pingvineket
- Ízeltlábú albérlők
- Izland mozgásban
- James May játékai különkiadás: A nagy vonatverseny
- James May játékai különkiadás: Motoros napló
- James May játékai különkiadás: Repülőklub
- Jégbe fagyott titkok
- Jézus: A hiányzó évek
- Jimmy kétféle karácsonyi vacsorája
- John Lennon
- Kambodzsa: Pol Pot és a Vörös Khmerek
- Katonatörténet
- Karthagóék, akik megelőzték Kolombuszt
- Ki ölte meg Jézust?
- Kína: a jáde birodalom kincsei
- Királyi hálószobák titkai
- Királyi ruhatárak titkai
- Kőbe vésve
- Lauda és Hunt – Egy legendás párbaj
- Lazacok erdeje
- Leplezetlen jövő
- Louis Theroux: Ahol a pedofilok élnek
- Louis Theroux: Gyógyszeres nevelés
- Louis Theroux: Veszélyes házikedvencek
- Madagaszkár - A kaméleonok földje
- Margaret Tehtcher, a Vaslady
- Mark Zuckerberg: A Facebook belülről
- Masztodonok, a jégkorszak óriásai
- Mathias Rust: landolás a Vörös téren
- Mein Kampf
- Mélytengeri kalandorok
- Mélytengeri pokol
- Menekülés a Pireneusokban
- Mesélő zsinagógák
- Meteorveszély
- Mi szükségünk a holdra?
- Mussoloni magánélete
- Nácik célkeresztben – Különkiadás: A halál angyala
- Náci kollaboránsok – Különkiadás: Hitler gyilkos rendőrsége
- Náci Olimpia
- Napviharok
- Negyedik világ
- Nelson Mandela: Egy küzdelmes élet
- Nincs időm erre: mellrák
- Óceáni áramlatok nyomában
- Óceánok óriásai
- Oroszország története Nagy Pétertől a Szovjetunió széthullásáig
- Pompeii: Mit mesélnek a csontvázak?
- Rejtélyek, mítoszok, legendák
- Repülőkutyák
- Rettegett Iván
- Rovarok nagyításban
- Sárkány krónika Romolus Whitakerrel
- Szelíd potrohosok – Irány Mexikó!
- Szíria: A háború gyermekei
- Támasszuk fel a mamutokat
- Teknősök és emberek
- Tény vagy tévhit?
- Tengerek unikornisa
- Tengeri ősszörnyek
- Természetellenes kiválasztódás
- Timbuktu ősi csillagászai
- Titkok a kaptárból
- Titokzatos Nepál
- Tokió sötét oldala: a jakuzák világa
- Tony Blair
- Tudásvágy – Különkiadás: Miért élvezzük a szexet?
- Túl a sarkkörön
- Túlélés a nyomornegyedben
- Túlnépesedés: Statisztikával a pánikkeltés ellen
- Utazás a Seholnincs-földre
- Utazás az idők kezdetére
- Utazás Einstein koponyája körül
- Vad Alaszka
- Végső ajánlat
- Vegyészek a sarkvidéken
- Világrengető katasztrófák – Különkiadás: Hitler megfagyott serege
- Vipera Life – Egy kígyó élete
- Viza: a milliárdos hal
- Vízilópokol